# 卡庞迪
卡庞迪（法語：Capendu，法語發音：[kapɑ̃dy] ⓘ）是法国奥德省的一个市镇，位于该省中北部，属于卡尔卡松区。

## 地理
卡庞迪（43°11'2"N, 2°33'34"E）面积15.12 平方千米，位于法国奧克西塔尼大區奥德省，该省份为法国南部沿海省份，北起塔恩省，西北接上加龙省，西接阿列日省，南至东比利牛斯省，东临地中海，东北与埃罗省接壤。
与卡庞迪接壤的市镇（或旧市镇、城区）包括：巴尔拜拉、布洛马克、科米涅、杜藏、马塞耶特、瓦勒德达涅。

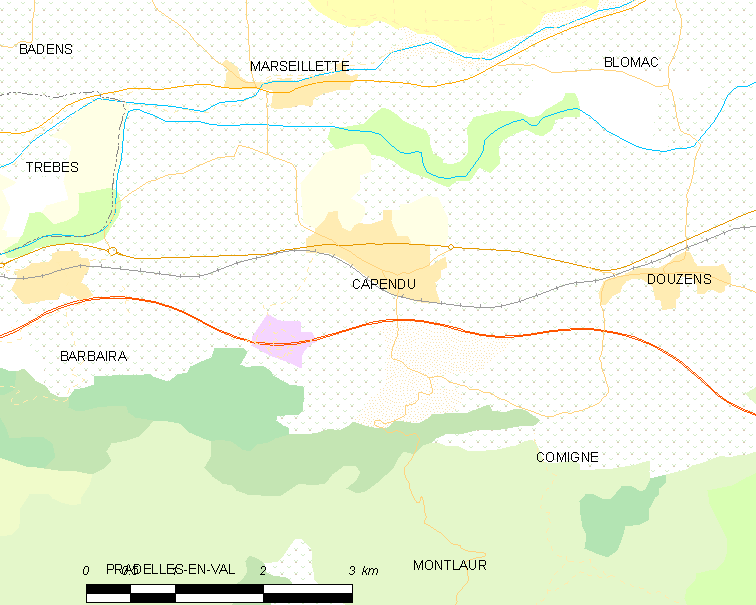
卡庞迪的OSM定位图

卡庞迪的时区为UTC+01:00、UTC+02:00（夏令时）。

## 行政
卡庞迪的邮政编码为11700，INSEE市镇编码为11068。

## 政治
卡庞迪所属的省级选区为亚拉里克山县。

## 人口

1962-2008年间卡庞迪人口变化图示

卡庞迪于2022年1月1日时的人口数量为1461人。